# Connla (Cú Chulainn)
Connla ['koNla], auch Conlai oder Conlaech, ist im Ulster-Zyklus der keltischen Mythologie Irlands ein Sohn des Ulster-Helden Cú Chulainn und der schottischen Krieger-Königin Aoife.

## Mythologie
In der Erzählung Tochmarc Emire („Die Werbung um Emer“) wird berichtet, wie Cú Chulainn als eine der Aufgaben, die er zur Erringung Emers erfüllen muss, einen  Kampf mit Aoife gewinnt. Er zeugt mit ihr einen Sohn, dem er drei gesa (Tabus) auferlegt: niemals durch einen Einzelnen vom Weg abgebracht zu werden, niemals einem Einzelnen seinen Namen zu verraten und niemals einen Zweikampf zu verweigern.
In Aided Oenfir Aífe („Der Tod von Aoifes einzigem Sohn“) kommt Connla mit seinem Boot nach Ulster. Da es Conall Cernach nicht gelingt, den Knaben zu überwältigen, wird Cú Chulainn ausgesandt. Dessen Gattin Emer, die den verwandtschaftlichen Zusammenhang ahnt, versucht vergeblich, ihn davon abzuhalten. Da Cú Chulainn aber allein kommt, verschweigt Connla seinen Namen und seine Herkunft, so dass es zum Zweikampf kommt, in dem er von seinem Vater mit der Gae Bolga tödlich verwundet wird. Erst dann erkennt Cú Chulainn den Sohn und versöhnt sich mit ihm. Connla stirbt mit den Worten an die Ulter:

„Hätte ich nur fünf Jahre unter euch leben dürfen, so hätte ich für euch die 'Männer der Welt' bezwungen und euer Königreich bis Rom ausgedehnt.“

Connla darf nicht mit der gleichnamigen Sagenfigur Connla aus dem Historischen Zyklus verwechselt werden, dem Sohn Conn Cétchathachs.